# Constantin (fils de Basile Ier)
Pour les articles homonymes, voir Constantin.
Constantin (grec : Κωνσταντῖνος), né vers 859, fils de Basile Ier, est un co-empereur byzantin. Il est nommé auguste en 868, du vivant de son père. Il mourut avant lui, le 3 septembre 879.

## Source
- Alexander P. Kazhdan (Hrsg.): The Oxford Dictionary of Byzantium. Oxford University Press, New York NY 1991  (ISBN 0-19-504652-8), S. 1262–1263.